# Pygmodeon staurotum
Pygmodeon staurotum là một loài bọ cánh cứng trong họ Cerambycidae.